# Haydock
Pour les articles homonymes, voir Haydock.
Haydock est un village du district métropolitain de Saint Helens, dans le Merseyside, en Angleterre.